# Last Battle
Last Battle, distribuito in Giappone come Hokuto no Ken: Shin seiki matsu kyūseishu densetsu (北斗の拳 新世紀末救世主伝説? lett. "La nuova leggenda del salvatore di fine secolo"), è un videogioco picchiaduro a scorrimento laterale, prodotto dalla SEGA e pubblicato inizialmente per Sega Mega Drive in Giappone il 1º luglio 1989.
Si tratta del secondo videogioco basato sulla serie Ken il guerriero pubblicato dalla Sega, dopo Hokuto no Ken del 1986. Non c'è un esplicito riferimento a un seguito, ma la storia del videogioco si sviluppa dal punto in cui si era conclusa la storia del precedente e cioè in concomitanza con la morte di Raoul.
Nel corso dello stesso anno, il videogioco fu pubblicato al di fuori del Giappone con il titolo Last Battle, e senza alcun riferimento al fatto di collocarsi all'interno del franchise di Ken il guerriero. In Europa Last Battle fu pubblicato anche per Commodore 64 e Amiga nel 1991, da parte della Elite Systems, e sulla macchina arcade Mega-Tech della SEGA, basata sull'hardware del Mega Drive. La versione Mega Drive giapponese del gioco è invece stata ripubblicata per Nintendo Wii il 10 settembre 2008 su Virtual Console.

## Trama
Nella versione originale la trama si basa sugli eventi della seconda serie del cartone animato, dal ritorno dal deserto di Ken per combattere i signori di Gento allo scontro finale con Kaio. Nella versione occidentale, priva di riferimenti a Ken il guerriero, Kenshiro ad esempio è stato rinominato come Aarzak, Falco come Duke, Burt come Max, Lynn come Alyssa, ecc.
Last Battle si articola in quattro capitoli e in ciascuno si visitano più luoghi attraverso terre devastate. Di seguito la descrizione della trama originale, tra parentesi i nomi occidentali.
1. Il primo capitolo narra dell'arrivo di Kenshiro (Aarzak) nella Capitale Imperiale. Qui il giocatore può incontrare lungo il percorso Burt (Max), Ain (Gere), Mamiya (Luisa), Lynn (Alyssa) e i Falchi di Nanto (fratelli Zee e Bee), e affrontare Bask, Geira e il boss finale Soria della Luce Purpurea (Syd).
2. Il secondo capitolo narra della sfida contro la Sublime Scuola di Gento. Qui il giocatore può incontrare lungo il percorso Aska (Anne) e Louise (Sophia) e affrontare il boss finale Falco della Luce Dorata (Duke).
3. Il terzo capitolo narra dell'arrivo di Kenshiro (Aarzak) sull'Isola dei Demoni. Qui il giocatore può incontrare lungo il percorso un innocuo Falco della Luce Dorata (Duke) e Laia (Cynara), e affrontare il Pirata Rosso (Dare-Devil), Half della Clessidra e il boss finale Ronn (Gromm).
4. L'ultimo capitolo del gioco, il quale conduce alla sfida finale. Qui il giocatore può incontrare lungo il percorso un innocuo Kaiou (Garokk), Ork il rosso (Rob) e Laia (Cynara), e affrontare Hyou (Gross) e il boss finale Kaiou (Garokk).

## Modalità di gioco
Il gioco è un picchiaduro a scorrimento orizzontale bidimensionale, con visuale di profilo, simile a una versione più avanzata di Kung-Fu Master. Esclusa la versione Amiga, è presente l'effetto di parallasse negli sfondi.
Il giocatore controlla Aarzak/Kenshiro che, a mani nude, combatte numerosi nemici minori che sopraggiungono da entrambi i lati, anche armati, e occasionalmente affronta scontri uno contro uno con i boss. Le mosse del protagonista includono saltare, abbassarsi, sferrare in vari modi pugni e calci.
Solo nella versione originale, gli speciali colpi di Ken fanno sì che i nemici colpiti esplodano con abbondanti schizzi di sangue.
Il gioco è suddiviso in livelli e tra l'uno e l'altro viene mostrata una mappa dell'attuale capitolo, dove il giocatore può decidere la prossima destinazione tra più luoghi tra loro collegati. Di solito i livelli sono lineari, su terreno piatto, ma sono presenti anche alcuni schemi a labirinto, fatti di corridoi con ostacoli da saltare e bivi.
Abbattendo nemici si accumula una barra della potenza, fino a rendere il protagonista più potente. Avviene visibilmente il rigonfiamento del suo fisico e rimane a torso nudo, acquisendo in particolare la capacità di sferrare colpi a ripetizione (altra caratteristica mancante su Amiga).
In determinati luoghi si possono inoltre incontrare personaggi alleati, dai quali ottenere informazioni e ricariche di energia.

## Censura
La versione occidentale è stata censurata: il gioco è stato reso, già dal titolo, non appartenente al merchandise della serie modificando aspetto e nomi dei personaggi; in fatto di censura della violenza, i nemici colpiti non esplodono. Nella versione Amiga è tuttavia possibile ripristinare l'esplosione dei nemici dopo la prima partita tramite un trucco, reso noto dai distributori stessi del gioco.